# Panzertransporter
Panzertransporter sind Militärfahrzeuge, die dazu bestimmt sind, Panzer und andere schwere Ausrüstung oder Material zu bergen und zu transportieren.

## Zweck
Panzertransporter dienen im Wesentlichen nachfolgenden Zwecken und Einsatzbereichen:
- Der Transport dient der Schonung des Panzermaterials: Panzer und Kettenfahrzeuge sind – was Größe und Mächtigkeit kaum vermuten lässt – reparaturanfällige Gerätschaften: Der Motor hält oft nur um die tausend Kilometer (heute vielleicht etwas länger), ähnliches gilt für das Getriebe. Insbesondere die Panzerkettenlaufwerke bedürfen der ständigen Wartung und Pflege:
- Schadpanzer, die sich nicht mehr aus eigener Kraft fortbewegen können, werden verladen, um in einer geeigneten Werkstatt repariert oder auch zur Ersatzteilgewinnung ausgeschlachtet zu werden.

Die Briten verloren etwa 1/3 der in der Schlacht bei Cambrai im November 1917 eingesetzten Panzer aufgrund technischer Mängel.
Nach dem Westfeldzug 1940 bedurften die deutschen Panzer zunächst einer umfassenden Instandsetzung und Wartung, die Panzerdivisionen waren etwa vier Wochen nicht einsatzbereit.
- Der Transport dient der Schonung von Straßen und sonstigen Verkehrswegen: Diese weisen nach Benutzung durch Panzer aufgrund der Kettenlaufwerke schwere Schäden auf, insbesondere, wenn die Ketten nicht mit Gummipolstern genutzt werden.
- Der Transport dient der Schonung von Panzerbesatzungen, insbesondere der Fahrer: Die Besatzung würde durch die Fahrt zum Einsatzort (im Marschtempo von 30 km/h) bereits stark erschöpft, bevor der eigentliche Einsatz bei Kampfaufträgen beginnt.

## Transportmittel
Der Transport von Panzern und anderem schweren Gerät kann erfolgen
- auf der Eisenbahn: Dies ist die ursprüngliche Transportart, die zumindest über längere Strecken vielfach heute noch angewendet wird. Nachteilig sind der Zeitbedarf für Be- und Entladung, ferner die Tatsache, dass dem Panzer bezüglich seiner Breite und Höhe Grenzen gesetzt sind, um die von der Bahn vorgegebenen Lademaße einzuhalten. Vorteil ist der energiesparende und die Besatzung nicht ermüdende schnelle Transport.
- auf der Ladefläche eines Lkw verlastet: Dies setzt ein möglichst geringes Gewicht des Panzers voraus, ferner darf eine Verladehöhe von insgesamt rund 4 Metern nicht überschritten werden, um unter Brücken hindurchfahren zu können. Diese Transportart wird daher heute allenfalls noch ausnahmsweise angewandt.
- auf einem Tieflader (Sonderanhänger) verlastet: Eine vor allem im Zweiten Weltkrieg und danach angewandte Methode
- auf einem Sattelauflieger verlastet: Die heute übliche Verfahrensweise: Problematisch ist vor allem die Höhe der Panzer, die in den 1950er Jahren 3,20 bis 3,50 Meter erreichen konnte, sodass der Auflieger entsprechend niedrig gebaut sein muss, damit das Gesamtfahrzeug unter Brücken mit einer Standardhöhe von 4 Metern noch hindurchfahren kann.
- mit dem Flugzeug: Bei den verwendeten Flugzeugen handelt es sich aber nicht um speziell für den Panzertransport, sondern um gewöhnliche, für das Militär entwickelte Transportmaschinen; es soll daher hier nur der Vollständigkeit halber erwähnt und nicht gesondert darauf eingegangen werden.

## Panzertransporter in einzelnen Staaten

### Deutschland
Ab 1938 beschaffte die Wehrmacht etliche Büssing-NAG 900 und Faun L900: Beides 6×4-LKW, die einen Panzer I oder Panzer II auf der Ladefläche und einen weiteren Panzer I oder II auf einem angehängten Sonderanhänger 115 transportieren konnten. Diese LKW waren zum Transport der Panzerabteilung in den 4 Leichten Divisionen bestimmt. Als diese um die Jahreswende 1939/40 in Panzer-Divisionen umgewandelt wurden, wurden die Panzertransporter anderen Zwecken zugeführt, z. B. als Munitionstransporter, einige auch später zu Selbstfahrlafetten für die 8,8-cm-Flak umgebaut.

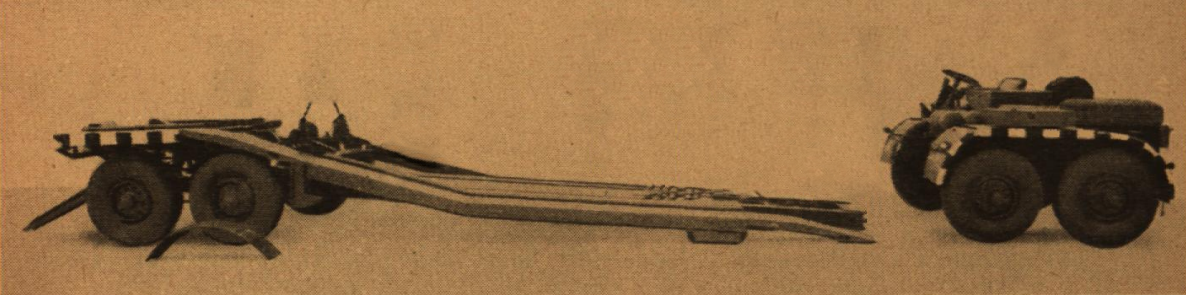
Sonderanhänger 116

Um schwerere Panzer wie Panzer III und Panzer IV zu transportieren, entstand der Sonderanhänger 116, ein dreiachsiges Fahrzeug mit einer Nutzlast von bis zu 23 Tonnen. Üblicherweise wurden diese Anhänger, die in den Bergezügen der Panzerwerkstattkompanien zu finden waren, von einer 18-Tonner-Halbkettenzugmaschine Sd.Kfz. 9 gezogen. Für die noch schwereren Panzer Panzerkampfwagen V Panther und Panzerkampfwagen VI Tiger gab es den Sonder-Anhänger Nr. 121, der bis zu 60, in weiterer Ausführung bis zu 75 Tonnen (und damit auch den Panzerkampfwagen VI Tiger II) tragen konnte. Um diese Lasten zu ziehen, benötigte man allerdings entweder zwei bis drei 18-Tonner-Zugmaschinen oder einen entsprechenden Panzer oder Bergepanzer. Im Krieg wurden die Panzertransportanhänger nur zum Transport von Schadgerät verwendet, ansonsten erfolgte der Panzertransport – wenn irgend möglich – schon aus Gründen der Treibstoffersparnis, aber auch zur Vermeidung von Materialverschleiß an Ketten, Getriebe und Motor grundsätzlich mit der Eisenbahn.
Zu den Panzertransportern der Bundeswehr siehe den Artikel Schwerlasttransporter der Bundeswehr.
In der DDR wurden nur leichte und mittlere, aber keine schweren Lkw hergestellt. Die Nationale Volksarmee benutzte für Panzertransport daher vor allem sowjetisches Gerät, daneben einige Fahrzeuge der Firma Tatra.

Panzertransporter der Bundeswehr
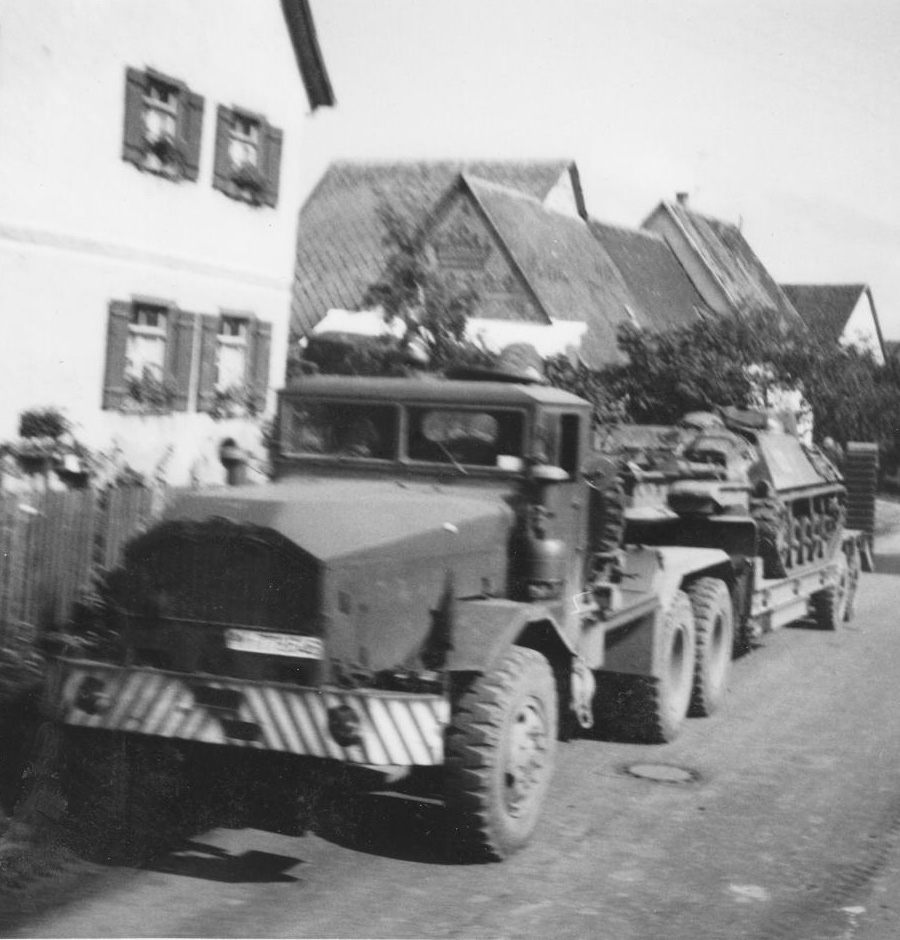
Faun Sattelzugmaschine mit HS 30
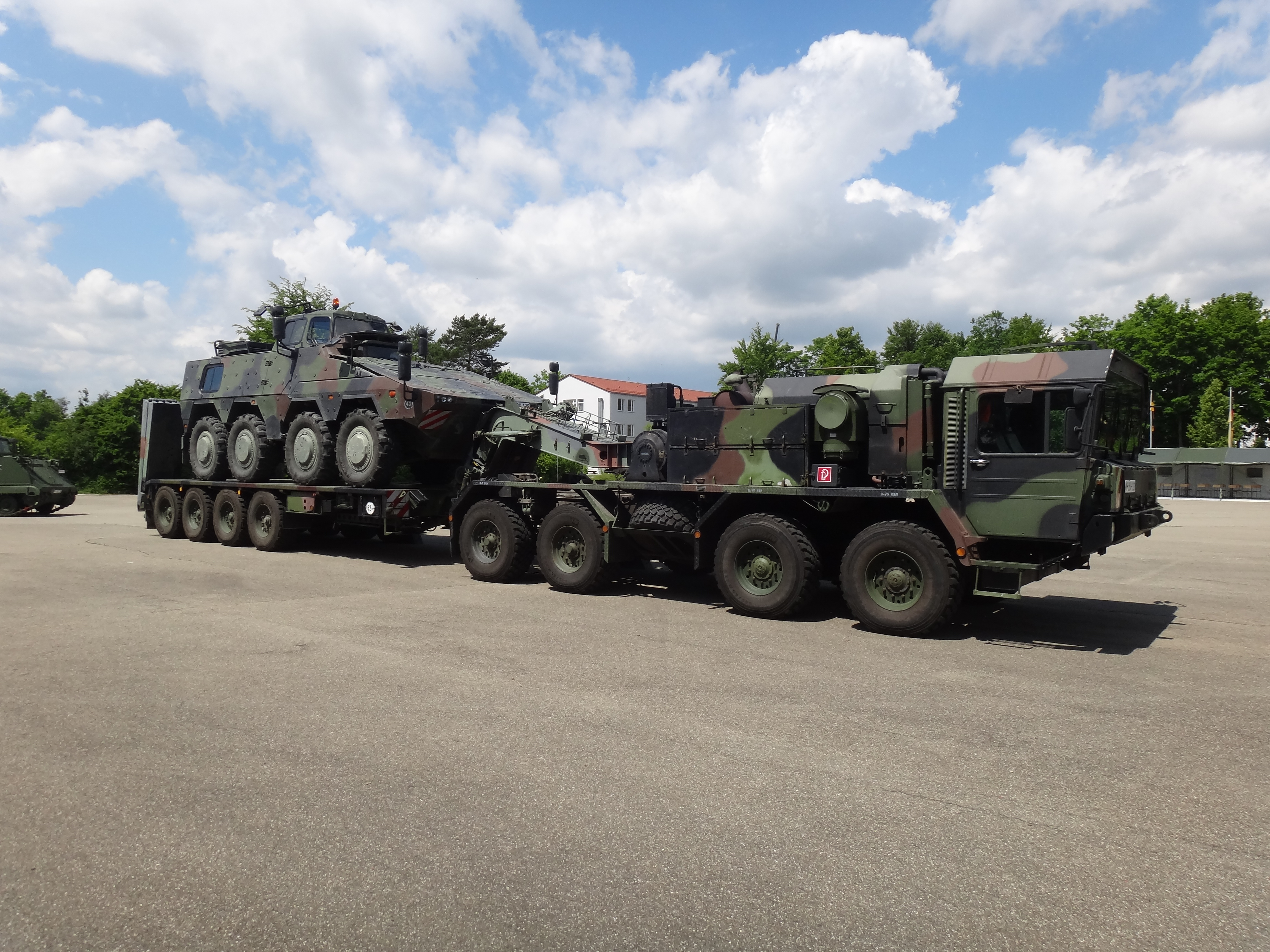
SLT Elefant mit GTK Boxer
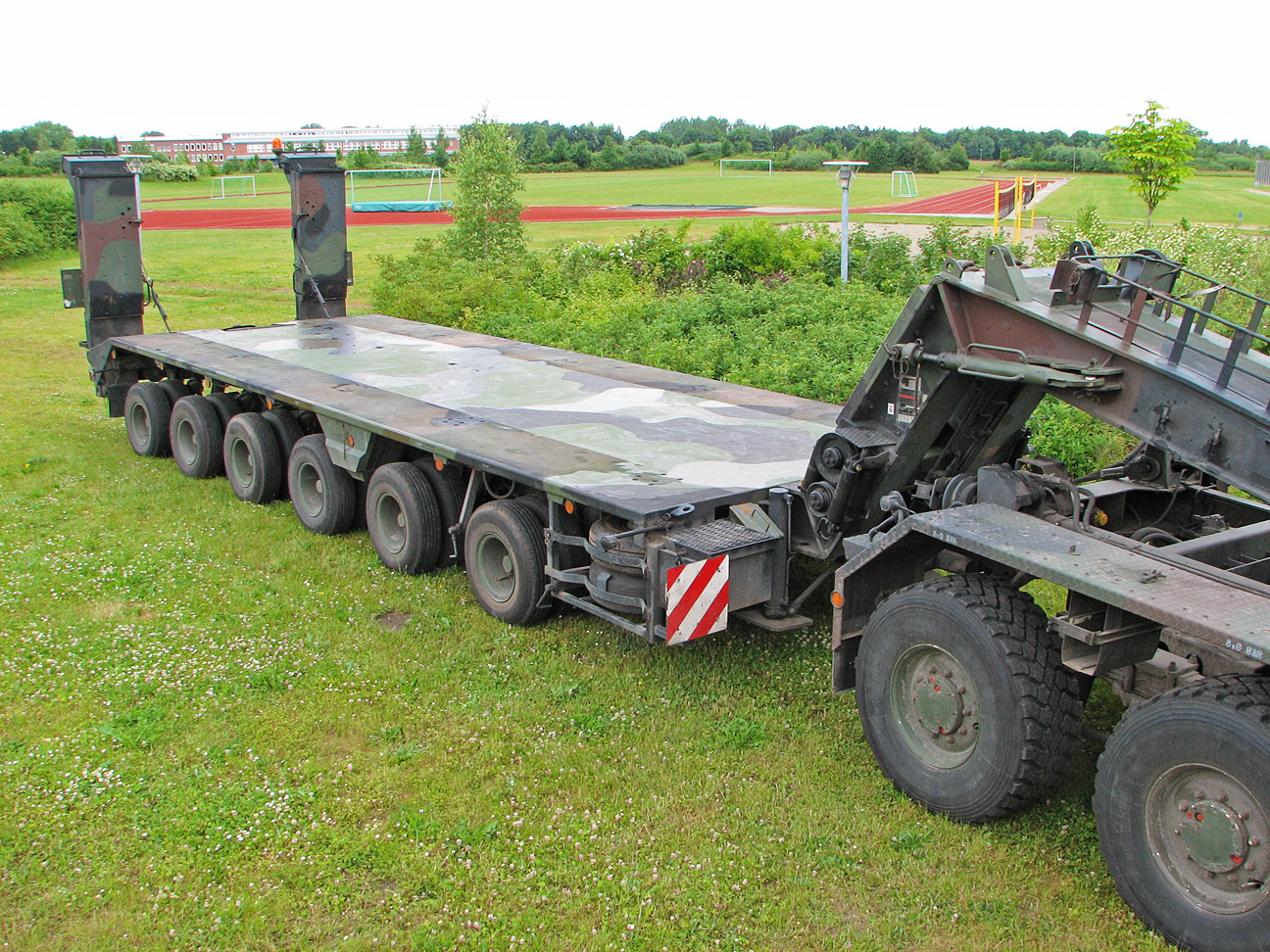
Sattelauflieger 56t für „Elefant“ und Anhänger „Franziska“
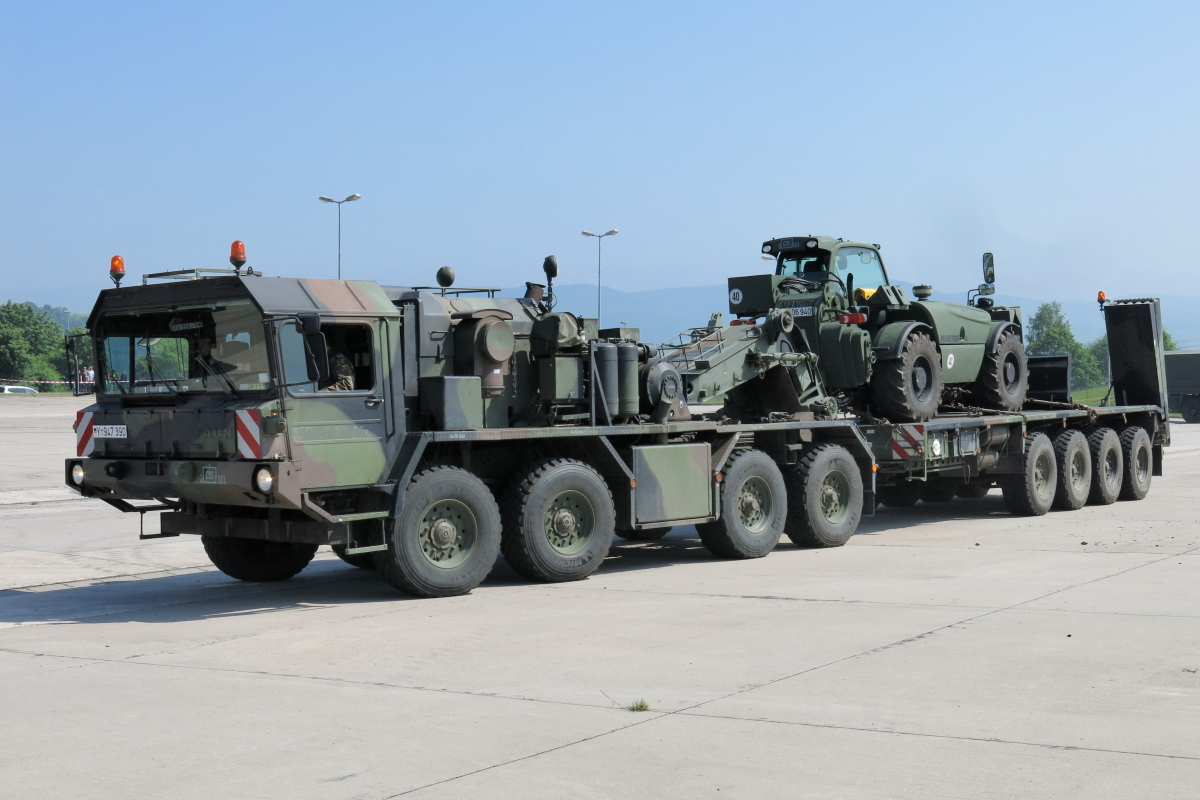
Elefant mit Pioniergerät

### Österreich
Ab 1935 beschaffte Österreich unter Umgehung des Vertrages von Saint-Germain etwa 60 leichte Panzer des Typs L3/33 und L3/35 aus Italien. Für diese leichten Tanketten von 3 Tonnen Gewicht wurden „Bergeanhänger“ beschafft, die von Dreitonner-LKW des Typs Austro-Fiat AFH gezogen wurden. Die mit einer Doppelachse versehenen Anhänger (davon nur eine Achse gebremst!) wogen leer 1100 kg und trugen bis zu 3,5 Tonnen, die Verladehöhe betrug 480 mm. Diese Anhänger sahen den britischen Transportanhängern für den Light Tank Mk VI, der etwa das gleiche Gewicht aufwies, sehr ähnlich. Sie kosteten 4750 Schilling pro Stück.
Die erste Fahrzeugausstattung des Bundesheeres der Nachkriegszeit bestand im Wesentlichen aus US-amerikanischen Kraftfahrzeugen aus dem Zweiten Weltkrieg, darunter befanden sich auch einige Panzertransporter M25 Tank Transporter. Diese wurden bald durch österreichische Entwicklungen, z. B. die 6×6-Zugmaschinen Gräf & Stift ZA-210-3 und ZAFD 240/36 ersetzt, die einen vierachsigen Tiefladeanhänger für 50 Tonnen Nutzlast zogen. Mit diesen Tiefladeanhängern konnten auch die damaligen schwersten Panzer des Bundesheeres, der M-47 Patton und der M-60A1, transportiert werden.

### Schweiz
Die Schweiz beschaffte ab 1936 insgesamt 6 Tanketten der Fa. Vickers aus Großbritannien, ab 1937 aus der Tschechoslowakei 24 Panzer des Typa Praga LTL-H: Letztere Fahrzeuge waren dem Panzerkampfwagen 38 (t) sehr ähnlich und wurden in die Schweizer Armee als „Panzerwagen 39“ eingeführt. Über spezielle Kraftfahrzeuge zum Transport dieser Panzer ist der Literatur nichts zu entnehmen.
Nach dem Zweiten Weltkrieg kaufte die Schweiz in Frankreich etliche leichte Panzer des Typs AMX-13, zu deren Transport 6x6-Zugmaschinen des Typs Magirus-Deutz Uranus mit 16-Tonnen-Tiefladeanhänger erworben wurden. Für schwerere Panzer wie den britischen Centurion und die Schweizer Eigenkonstruktionen Panzer 61 und Panzer 68 beschaffte man aus Großbritannien zehn 6×4-Zugmaschinen des Typs Rotinoff Super Atlantic mit Tiefladeanhängern der Firma Scheuerle und einer Tragfähigkeit von 50 Tonnen.

### Frankreich

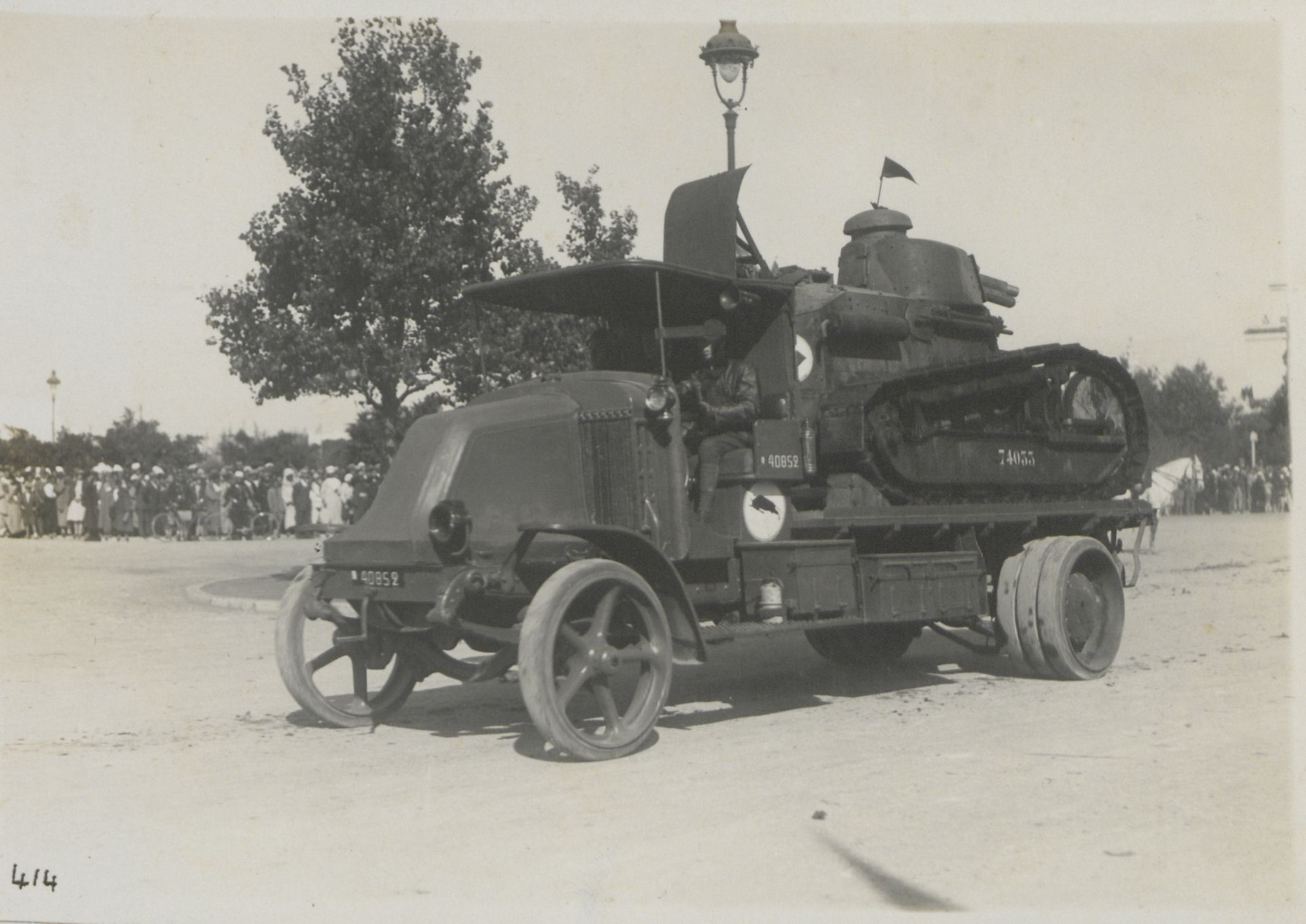
LKW Renault FU mit Panzer Renault FT

Zum Transport des knapp 7 Tonnen wiegenden leichten Panzers Renault FT beschaffte die französische Armee in den 1920er Jahren etliche LKW der Firma Dewald sowie etwa 100 Renault Type FU mit 7 Tonnen Nutzlast, die einen solchen Panzer auf der Ladefläche transportieren konnten. 1929 folgten 18 Berliet GCMDG mit Holzgasmotor, 1931 zwei Berliet GCMDG2. Die fast 70 Tonnen wiegenden Panzer Char 2C konnten nur mit Spezialfahrzeugen der Bahn transportiert werden.
In den 1930er Jahren wurden die Renault FT durch modernere (und schwerere) Panzer ersetzt, die zum Transport des Renault FT gebauten Panzertransporter wurden damit ebenfalls obsolet. Mehrere Jahre experimentierte die französische Armee mit 6×4-Fahrzeugen des Typs Berliet GPE und GPF, die mittels eines Auslegers einen Panzer mit bis zu 13 Tonnen Gewicht auf die Ladefläche heben konnten, 29 Fahrzeuge dieses Typs wurden in Mai und Juni 1940 an die französische Armee geliefert. Daneben bestellte die französische Armee 420 Stück Bernard DI 6.53, eines 6×2-LKW zum Transport von Panzern mit bis zu 15 Tonnen auf der Ladefläche; bis zur Besetzung von Paris (und damit der Bernard-Werke) durch die deutsche Wehrmacht wurden jedoch nur etwa 73 Stück geliefert. Von 211 bestellten Tiefladeanhängern für 20 Tonnen Nutzlast erhielt die französische Armee ca. 60, von 92 bestellten mit 30 Tonnen Nutzlast ca. 40 Stück; sie sollten bevorzugt von Zugmaschinen des Typs Laffly S 45 T gezogen werden. Zum Transport der gepanzerten Versorgungsfahrzeuge Renault UE Chenillette stellte Renault Anhänger mit Doppelachse unter der Firmenbezeichnung Renault VV her.
Die schweren Fahrzeuge der französischen Streitkräfte aus der Endphase des Zweiten Weltkrieges waren in der Regel US-amerikanischen Ursprungs, dies galt auch noch für die ersten Jahre der Nachkriegszeit. So war der Standard-Panzertransporter der M25 Tank Transporter. Zum Transport des leichten Panzers AMX-13 benutzte man die 6×6-Sattelzugmaschine Berliet TBU mit Satteltieflader. In den 1960er Jahren erschien zum Transport des Kampfpanzers AMX-30 die 6×6- und 6×4-Sattelzugmaschine Berliet TBO15 mit 50-Tonnen-Sattelauflieger. Dieser Typ wurde in den 1980er Jahren abgelöst durch die 6×4-Sattelzugmaschine Renault TRH 350 mit 55-Tonnen-Satteltieflader STA43.

### Großbritannien
Die ersten britischen Panzertransporter baute die Firma Scammell: Dieser Hersteller hatte sich ab 1919 auf den Bau von Sattelzugmaschinen spezialisiert und brachte 1927 einen schweren 6×4- oder 6×6-LKW mit 85-PS-Motor heraus, der mit verkürztem Fahrgestell auch als Sattelzugmaschine Verwendung fand: den „Pioneer“. Ein erster Panzertransporter-Prototyp mit Tieflader-Sattelauflieger wurde 1932 als Transportfahrzeug für den Panzer Vickers Medium Mark II getestet.
1937 kamen die ersten Serienaufträge, das Fahrzeug hatte mittlerweile einen 100-PS-Dieselmotor der Firma Gardner erhalten. Insgesamt entstanden 582 Panzertransporter des Typs Scammell Pionier bis 1944, davon 115 von der Variante TRMU 20 (mit 20 Tonnen Ladekapazität) und 459 Stück der Variante TRMU 30 (mit 30 Tonnen Ladekapazität). Es stellte sich aber heraus, dass der 100-PS-Motor für derartige Lasten zu schwach war. Die Firma Albion bot den Typ CX 24S an, eine 6×4-Sattelzugmaschine mit 140-PS-Motor, der Tiefladeanhänger mit einer Traglast von angeblich 20 Tonnen. Diese Traglast stellte sich aber als falsch heraus, sie betrug maximal 15 Tonnen, das Fahrzeug konnte daher die Panzer der 2. Kriegshälfte, die alle über 20 Tonnen wogen, nicht mehr transportieren. Gleichwohl entstanden zwischen März 1942 und Ende 1944 ca. 800 Stück dieses Typs, die jedoch sehr schnell nicht mehr als Panzertransporter, sondern als schwere Lkw für Nachschubgüter und Pioniergerät eingesetzt wurden. Die Briten beschafften daher ab 1942 für den Transport ihrer Panzer die 6×6-Zugmaschine Diamond T 980 zum Ziehen geeigneter Tiefladeanhänger, wie z. B. eines dreiachsigen Tiefladeanhängers mit 4 Reifen je Achse, gebaut von der Firma Crane of Dereham: Mit diesem Anhänger konnten auch die schwersten britischen Panzer des Zweiten Weltkrieges wie der Churchill transportiert werden.
Zum Transport der Tanketten Vickers Light Tank Mk.I bis Mk.VI (Gewicht ca. 3 bis 5 Tonnen) wurde ein Anhänger mit Doppelachse entwickelt, der hinter einem schweren Lkw gezogen werden konnte.

Panzertransporter der Britischen Armee im 2. Weltkrieg
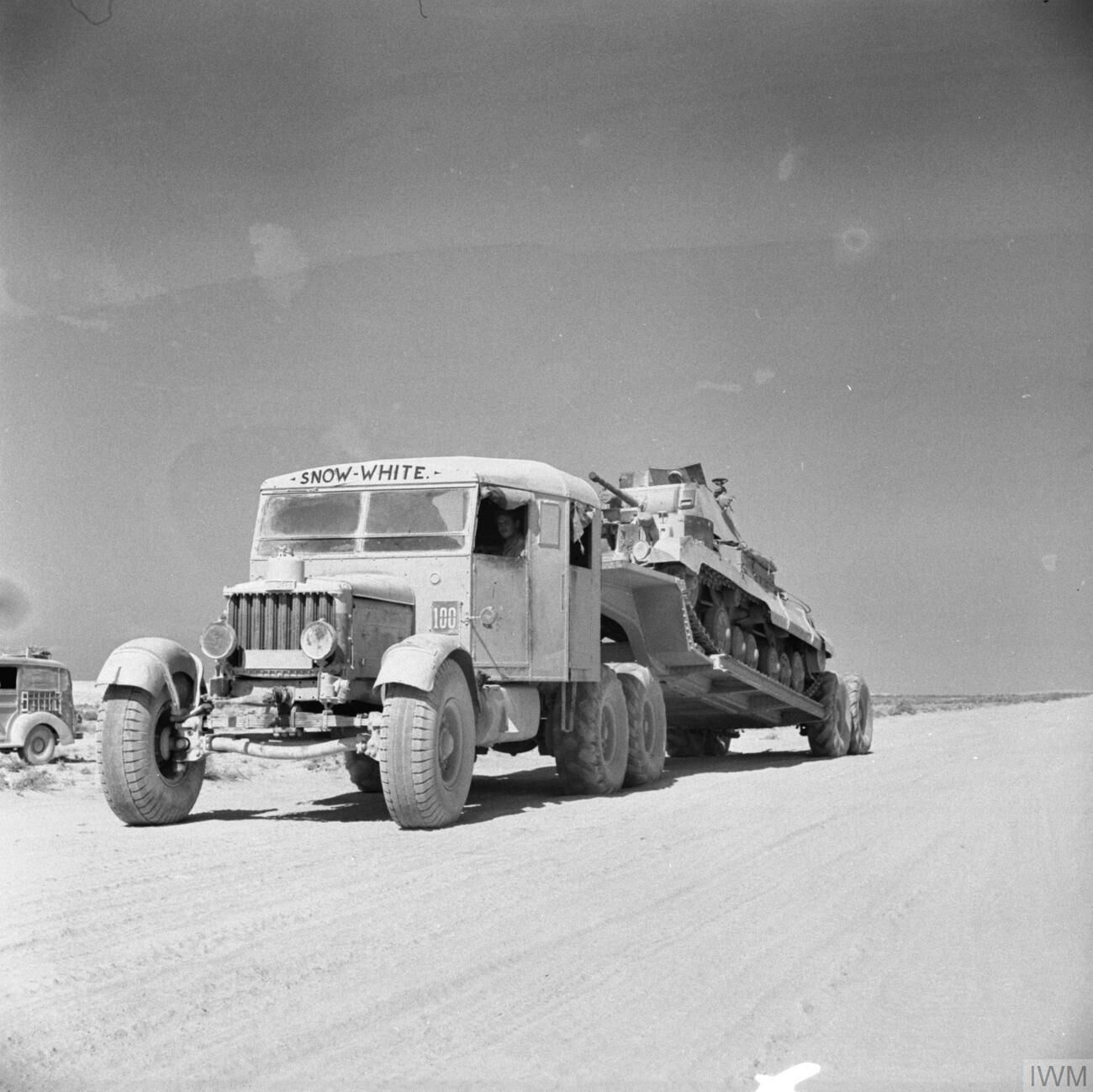
Scammel-Zugfahrzeug mit Sattelauflieger und Panzer Valentine
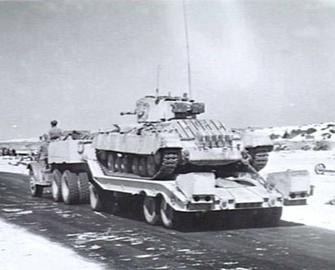
Infantry Tank Mk III Valentine auf Sattelschlepper Diamond T 980
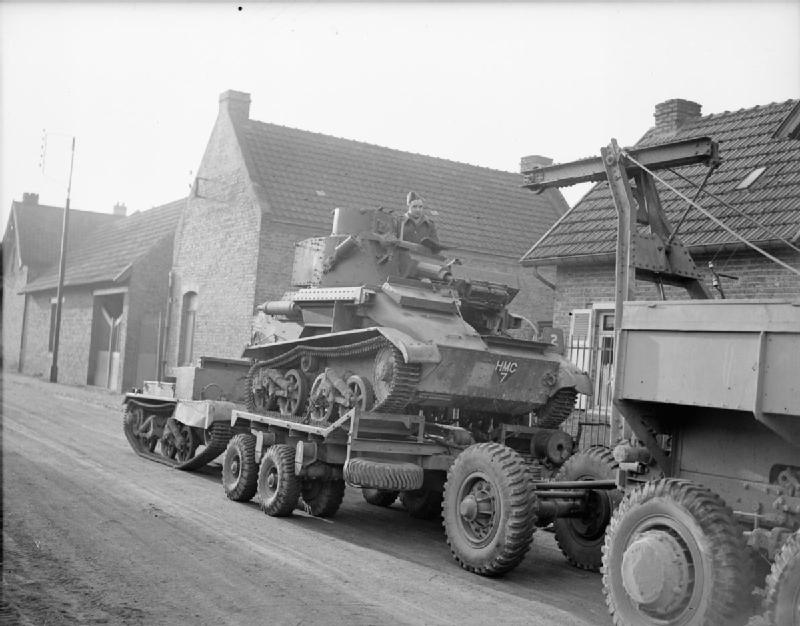
Transport eines Light Tank Mk VI auf Anhänger
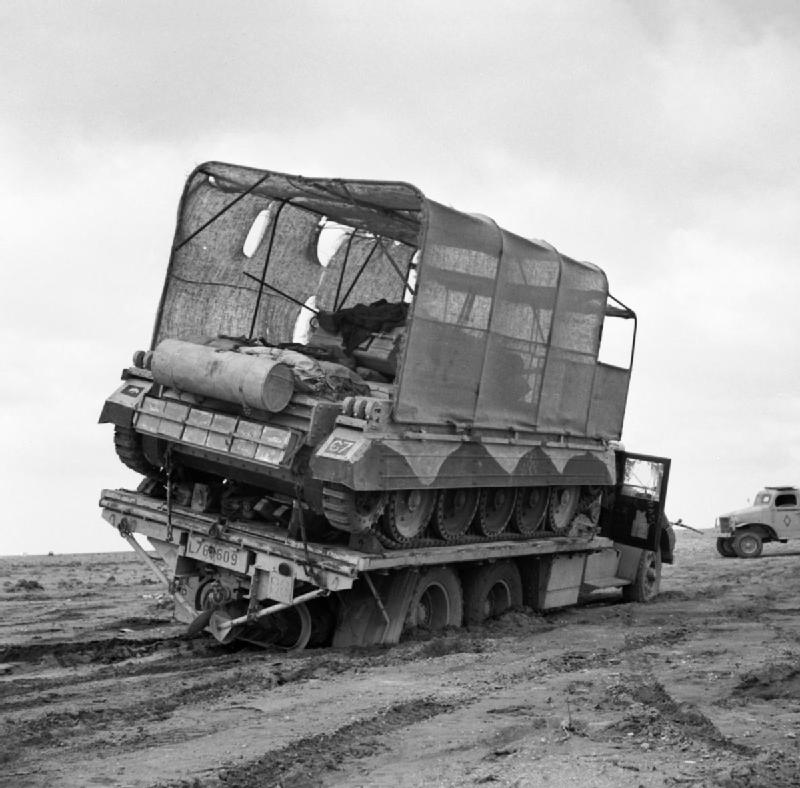
Transport eines als LKW getarnten Crusader-Panzers auf Ladepritsche

Nach Ende des Zweiten Weltkrieges blieb zunächst der Diamond T 980 bis in die 1960er Jahre in Truppengebrauch, um ab den 1950er Jahren allmählich vom Thornycroft Antar abgelöst zu werden: Dieses Fahrzeug bestand aus einer Sattelzugmaschine (6×4) und einem Auflieger, dessen zwei Achsen ebenfalls angetrieben waren (es war also im Prinzip ein 10×8-Fahrzeug). Parallel erschienen der Rotinoff Atlantic und der Scammell Constructor und Scammell Super Constructor, allesamt 6x6-Sattelzugmaschinen, die zwar nicht im britischen Heer, wohl aber in etlichen anderen Armeen eingeführt wurden.

Panzertransporter der Britischen Armee nach dem  2. Weltkrieg
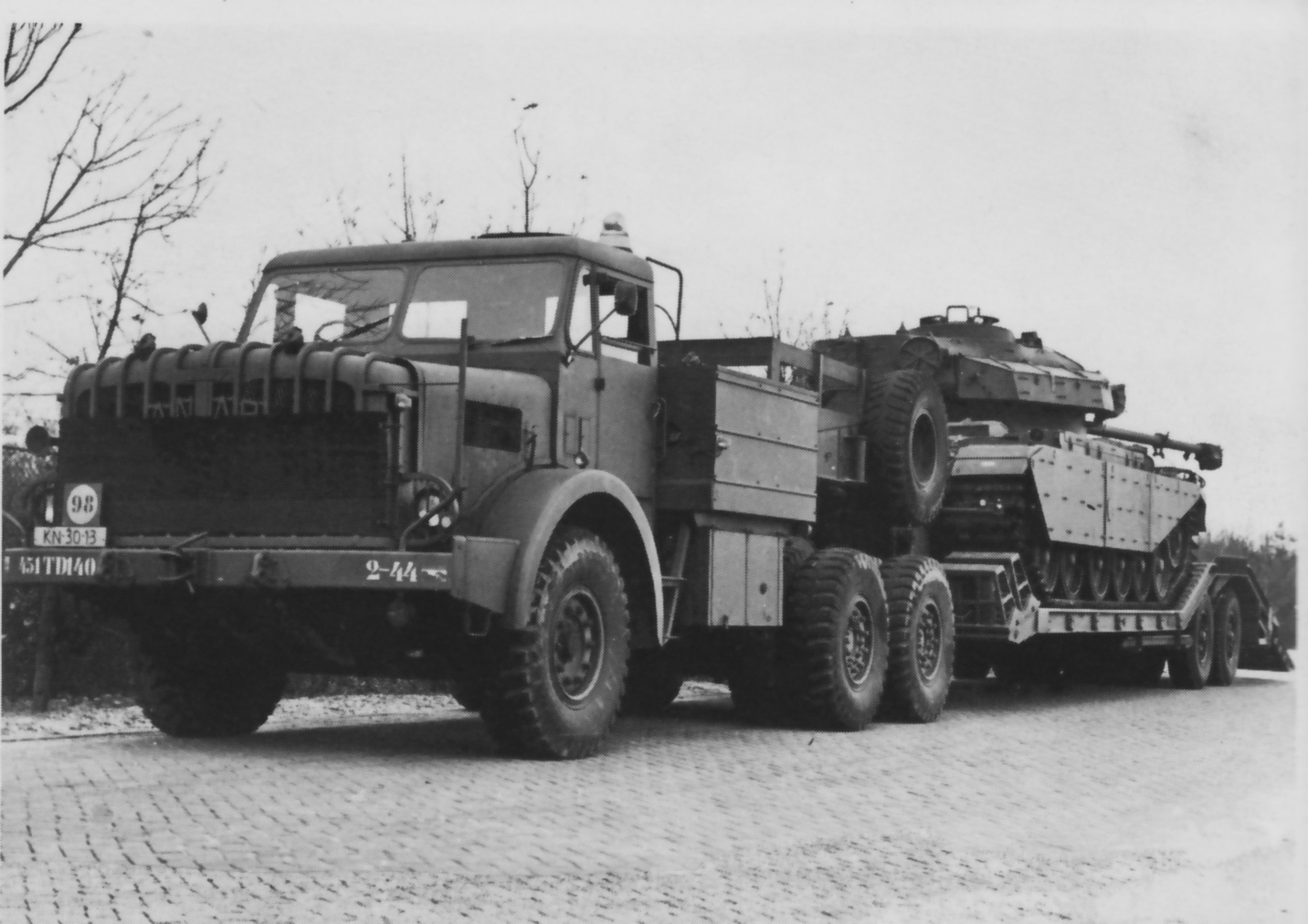
Thornycroft Antar mit Panzer Centurion
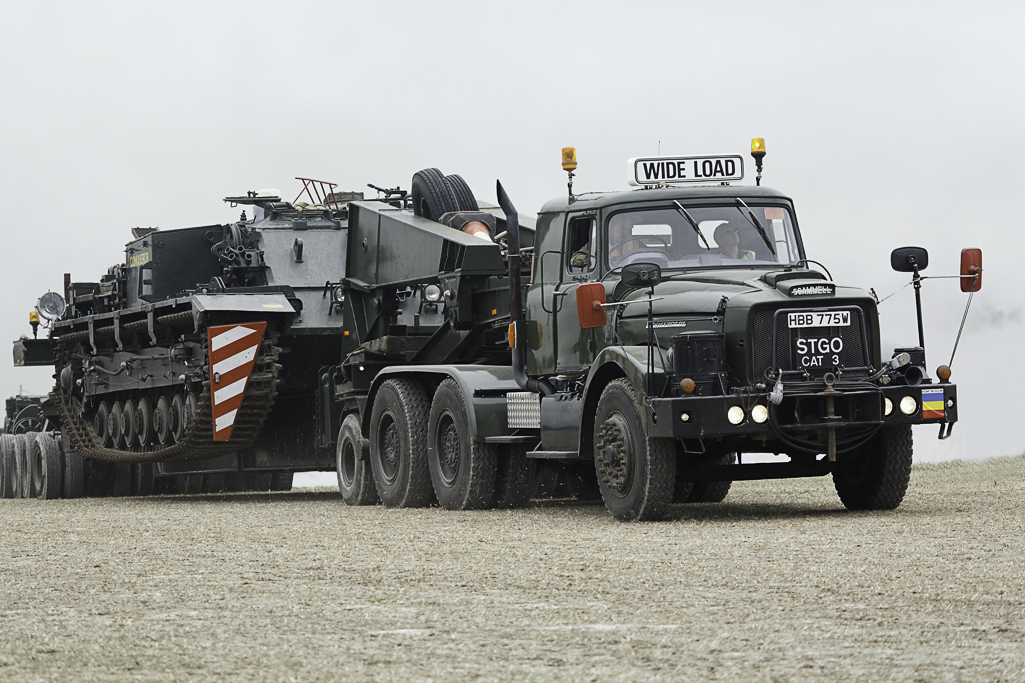
Scammell Contractor mit Bergepanzer Conqueror ARV2
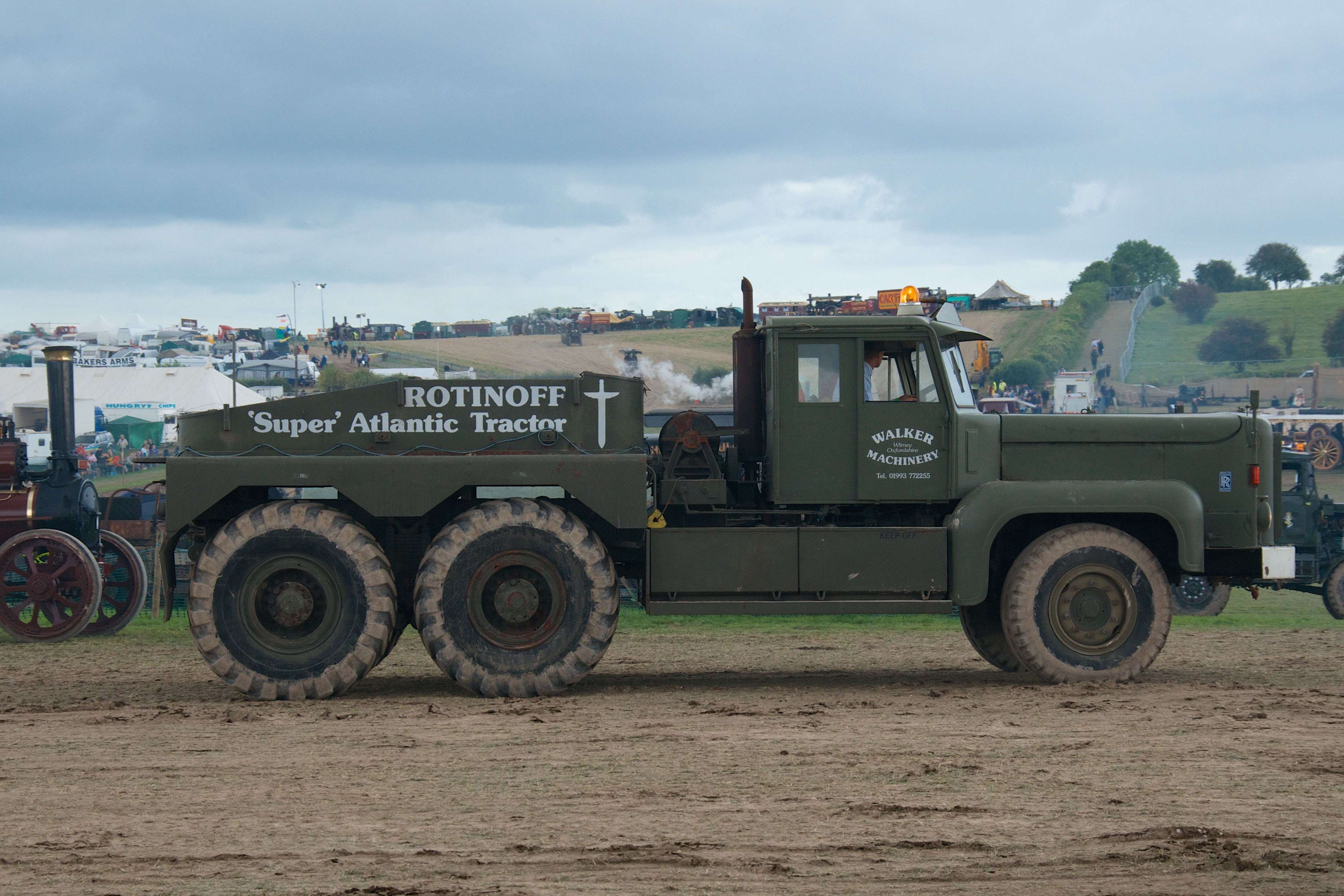
Rotinoff Super-Atlantic

### Italien
Zum Transport der etwa 3 Tonnen wiegenden Tankette L3/33 und L3/35 hatte die italienische Armee Einachsanhänger, die von LKW der Dreitonnen-Klasse gezogen werden konnten. Der Nachfolger L6/40 hatte auf der Ladefläche eines LKW Fiat 626 Platz. Für den Transport der mittleren Panzer M13/40, M14/41 und M15/42 wurden gewöhnliche zweiachsige Anhänger (also keine Tieflader!) von Viberti verwendet.
Nach dem Zweiten Weltkrieg überließen die USA zum Transport der erheblich schwereren Panzer M26 Pershing und M47 der italienischen Armee einige M25 Tank Transporter, die noch bis in die 1960er Jahre in Gebrauch waren.

### Japan
Die japanische Automobilindustrie lieferte bis 1945 nur leichte bis mittlere LKW mit einer Nutzlast von bis etwa 2,5 bis 3 Tonnen, lediglich der ab 1938 in kleinen Mengen gebaute Nippon Diesel wies eine Nutzlast von 7 Tonnen auf. Ein Fahrzeug zum Transport der Tanketten Typ 92 Jū-Sōkōsha, Typ 94 TK oder Typ 97 Te-Ke auf einem oder auf Anhänger hinter einem Dreitonner-LKW wäre also grundsätzlich möglich gewesen, ist aber durch keinerlei Quellen (z. B. Photos) belegt.
Nach Einrichtung der Selbstverteidigungsstreitkräfte in den 1950er Jahren überließen die USA den Japanern als Erstausstattung etliches Militärgerät aus dem Zweiten Weltkrieg, darunter auch M25 Tank Transporter. Schon vorher hatten Hino und Mitsubishi Motors mit der Produktion schwerer und schwerster LKW begonnen, auf deren Basis jetzt auch diverse Panzertransporter für die japanischen Selbstverteidigungskrafte entstanden.

Panzertransporter der japanischen Selbstverteidigungsstreitkräfte
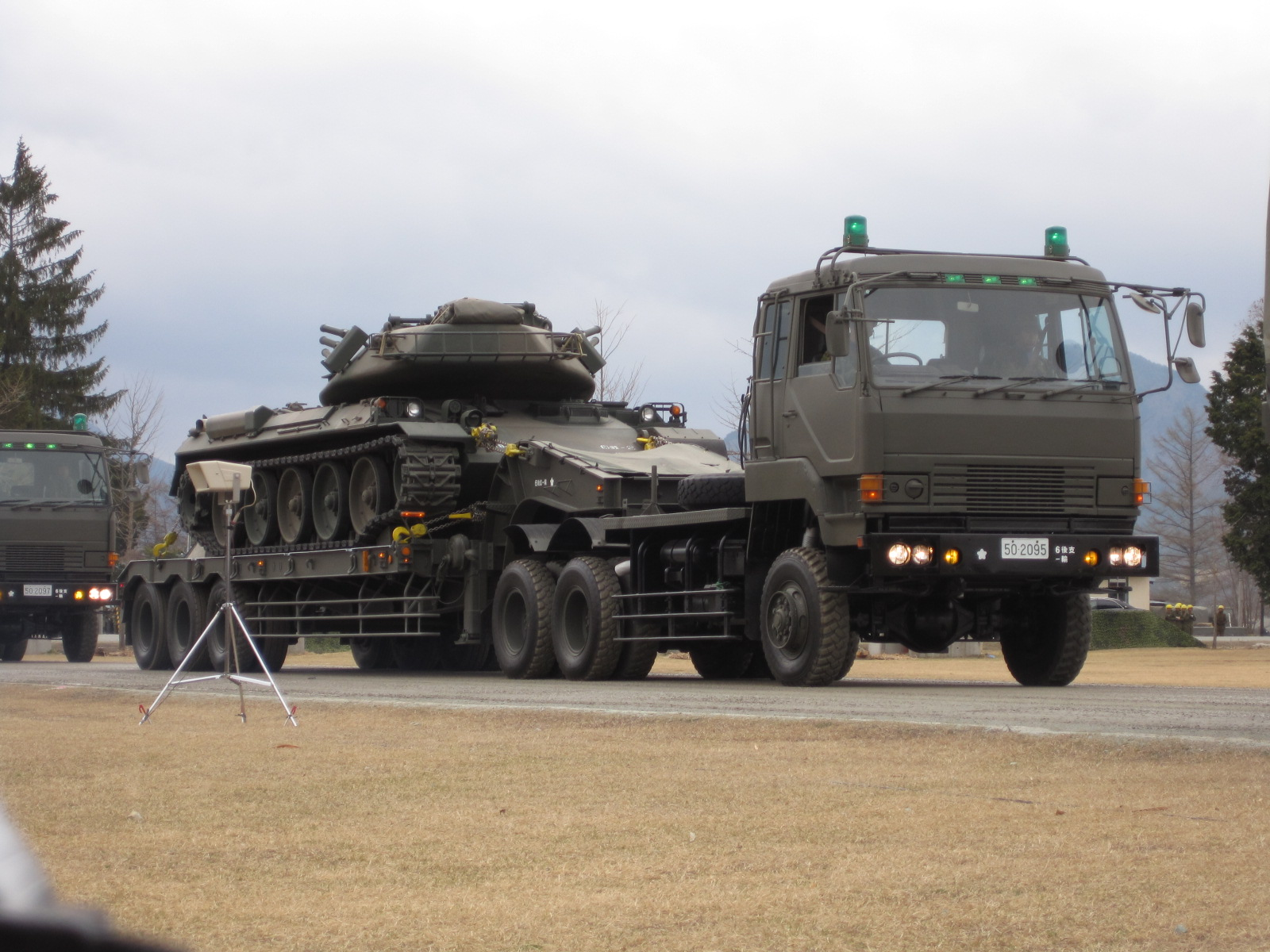
Typ 73 Extra Large Semi-Trailer Truck mit Typ 74 (Kampfpanzer)
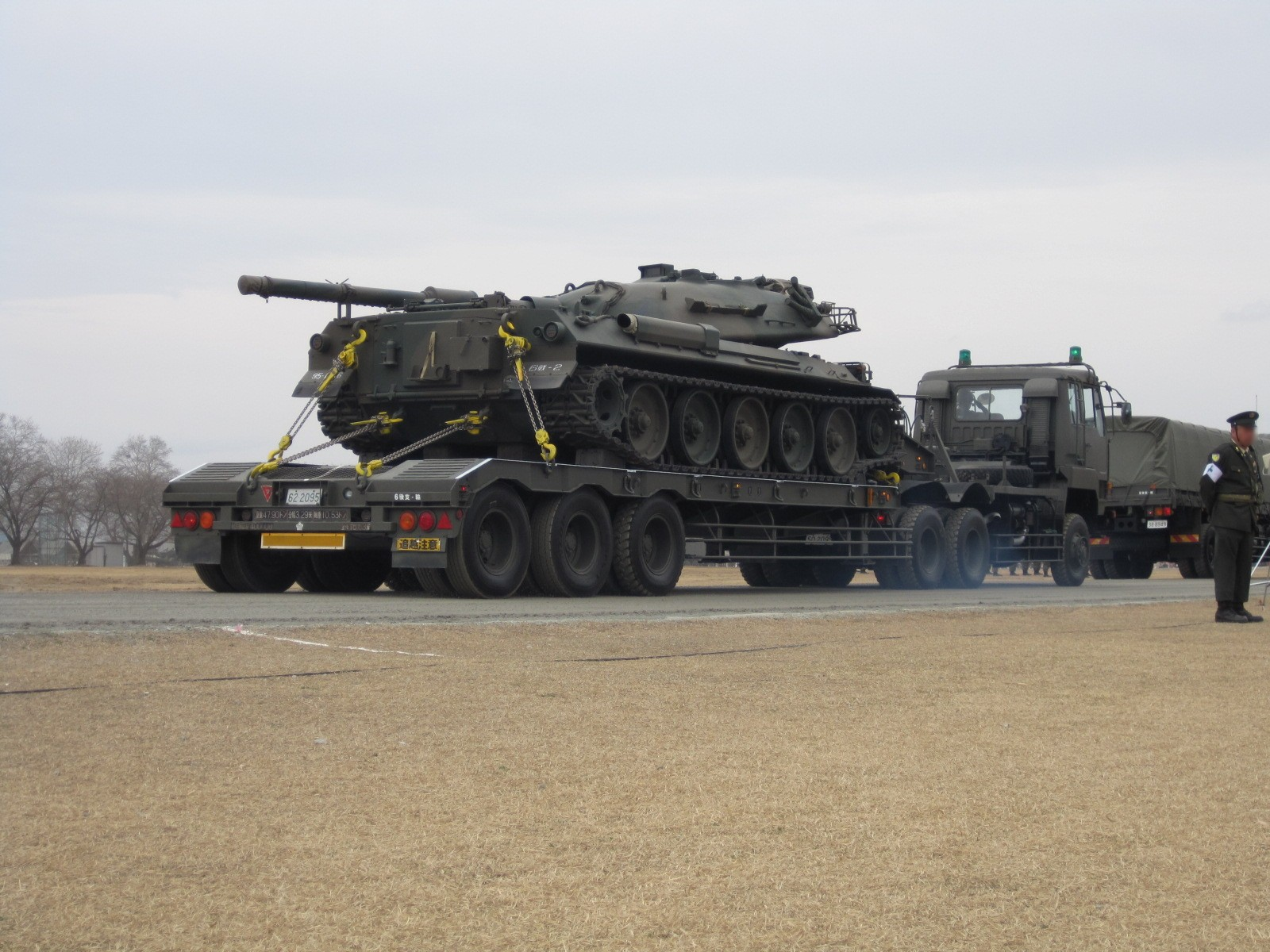
Sattelauflieger der japanischen Selbstverteidigungsstreitkräfte
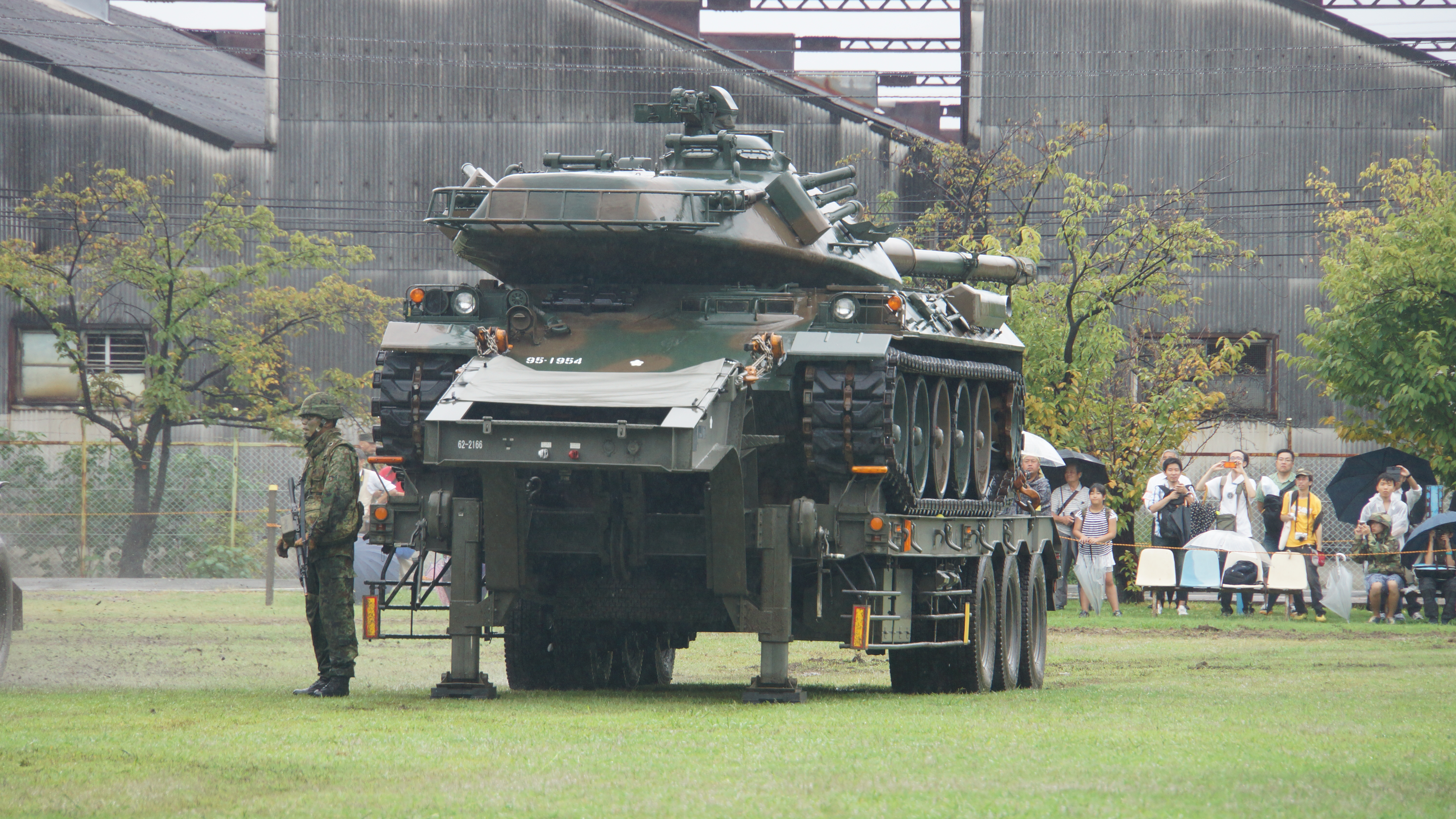
Abgekoppelter Sattelauflieger mit Kampfpanzer Typ 74

### Polen
Die polnische Armee hatte 1939 neben einigen schwereren Panzern vor allem Tanketten des Typs TK-3 und TKS. Diese konnten entweder auf der Ladefläche eines LKW Polski Fiat 621L oder Ursus transportiert werden. Daneben gab es vierrädrige lenkbare Fahrgestelle, die unter die Tanketten montiert werde konnten: Eine Kette verband die Antriebsachse der Tankette mit der Hinterachse des Untergestells, sodass der Panzermotor zum Antrieb des Untergestells verwendet werden konnte: Eine bemerkenswerte auf dem Gebiet der Panzertransporter einmalige Lösung.
Nach dem Zweiten Weltkrieg beschaffte die polnische Armee bis 1990 im Wesentlichen sowjetisches Gerät.

Polnische Panzertransporter
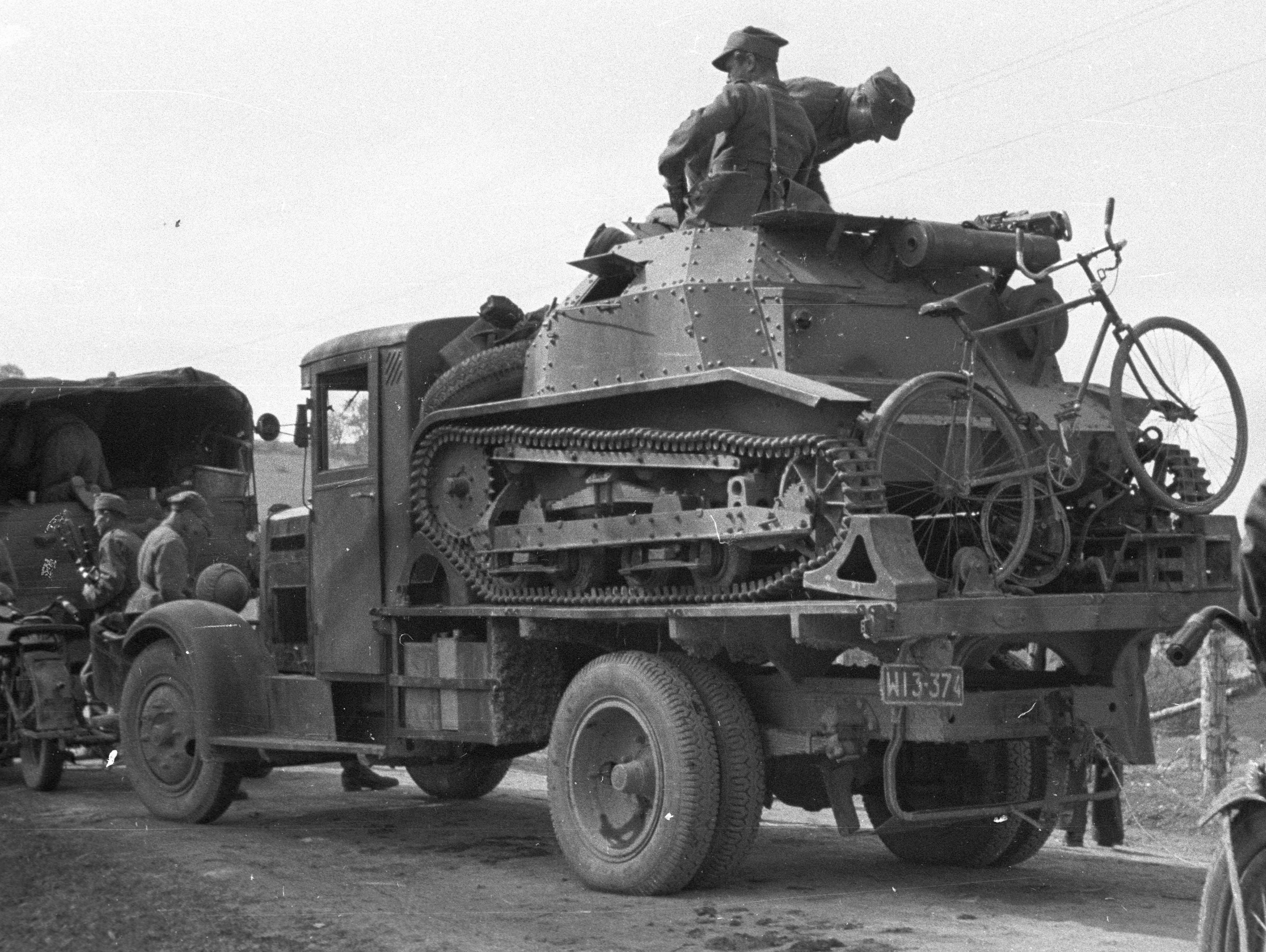
Tankette TK-3 auf Polski-Fiat 621
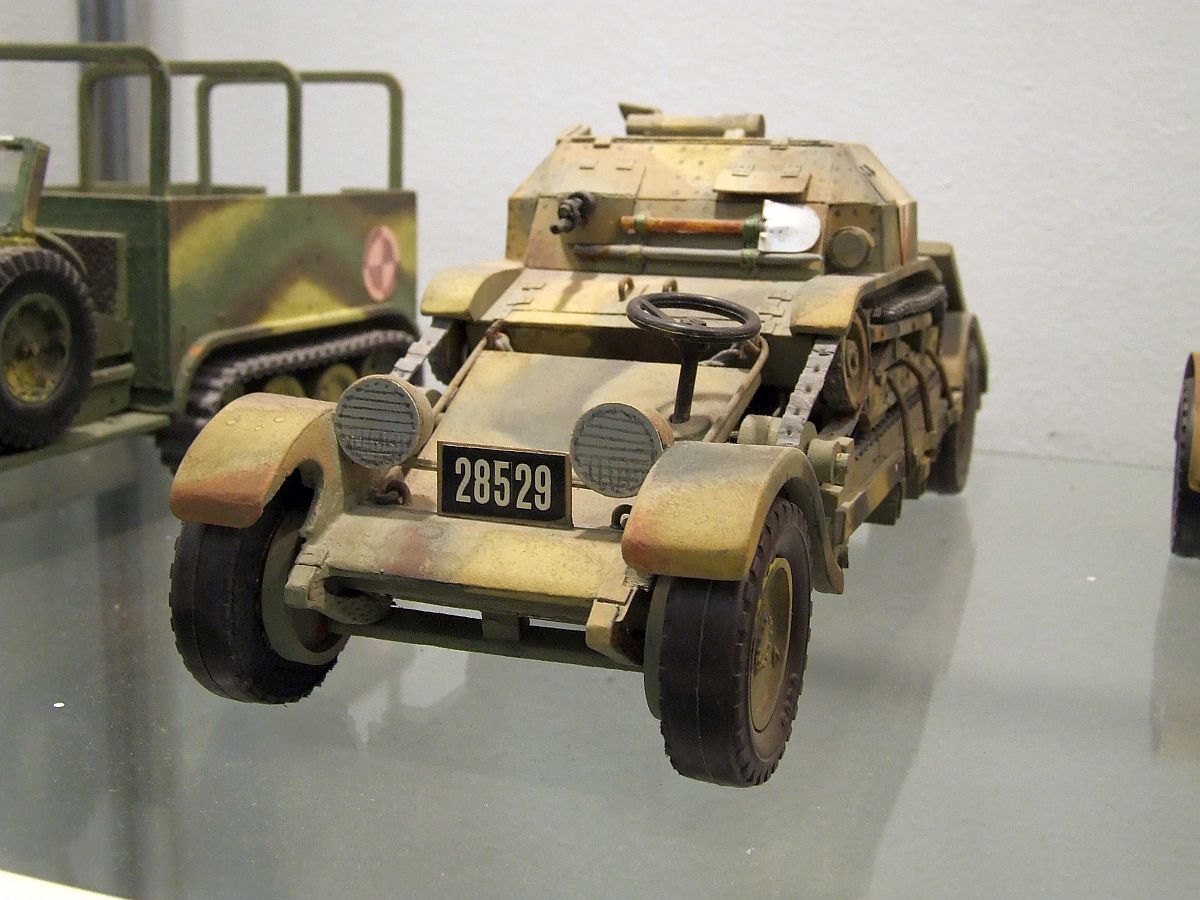
TKS Autotransporter

### Russland, Sowjetunion
Vor und im Zweiten Weltkrieg besaß die Rote Armee keine eigenen Panzertransporter (mit Ausnahme von solchen, die die US-Amerikaner im Wege des Leih- und Pachtgesetzes an die Sowjetunion lieferten, so z. B. den Diamond T 980). Ebenso wurden offenbar einige M25 Tank Transporter geliefert.
Nach dem Krieg wurden in Russland eigene Panzertransporter entwickelt. Man orientierte sich konstruktiv dabei mit Typen wie dem JaAZ-210 (sowohl als Sattelzugmaschine JaAZ-210D als auch als Schwerlastzugmaschine JaAZ-210G für den Panzertransport bis etwa 40 t Nutzlast eingesetzt) zunächst an US-amerikanischen Fabrikaten. In den 1950ern begann das Minski Awtomobilny Sawod (МАЗ) mit der Entwicklung und Fertigung der wesentlich leistungsfähigeren 8×8-Typen MAZ-535 und MAZ-537, die selbst von V12-Panzermotoren angetrieben wurden. Letzterer wurde zusammen mit entsprechenden schweren Sattelaufliegern zum Standardtansporter für mittlere und schwere Panzer im Ostblock und blieb dies auch bis 1990. Als Nachfolger dient heute der KZKT-7428 Russitsch, außerdem fertigt der weißrussische Hersteller MZKT seit den späten 1980ern diverse Panzertransporter (beispielsweise den MZKT-7429). Leichtere Fahrzeuge wurden auch mit Sattelzugmaschinen aus der Fertigung von KrAZ und Tieflader-Sattelaufliegern transportiert, die konstruktiv die Nachfolger des JaAZ-210 sind.

Panzertransporter der Sowjetarmee und der russischen Streitkräfte nach dem  2. Weltkrieg
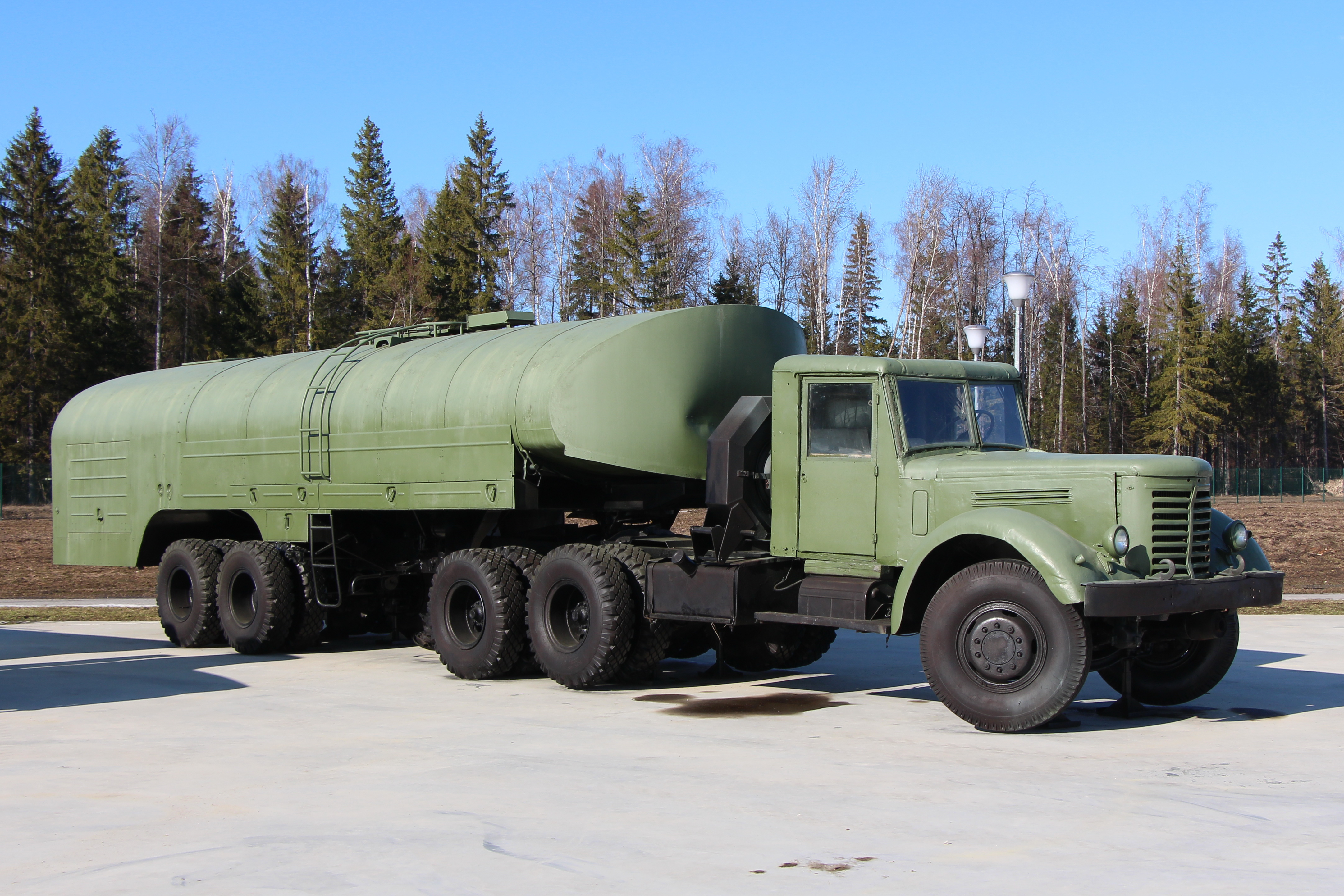
JaAZ-210D, hier mit Tankauflieger
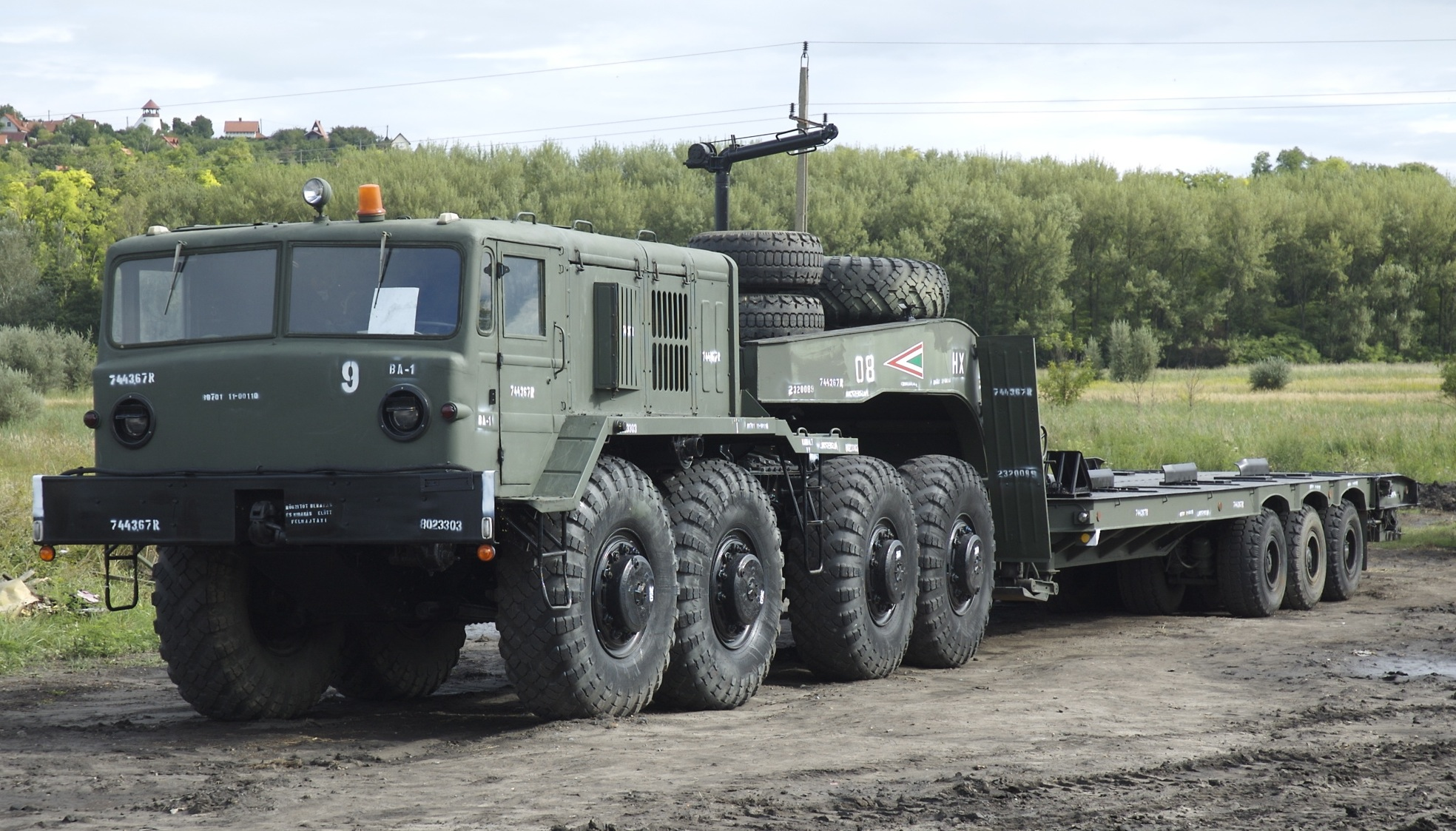
MAZ-537G der ungarischen Streitkräfte (2010)
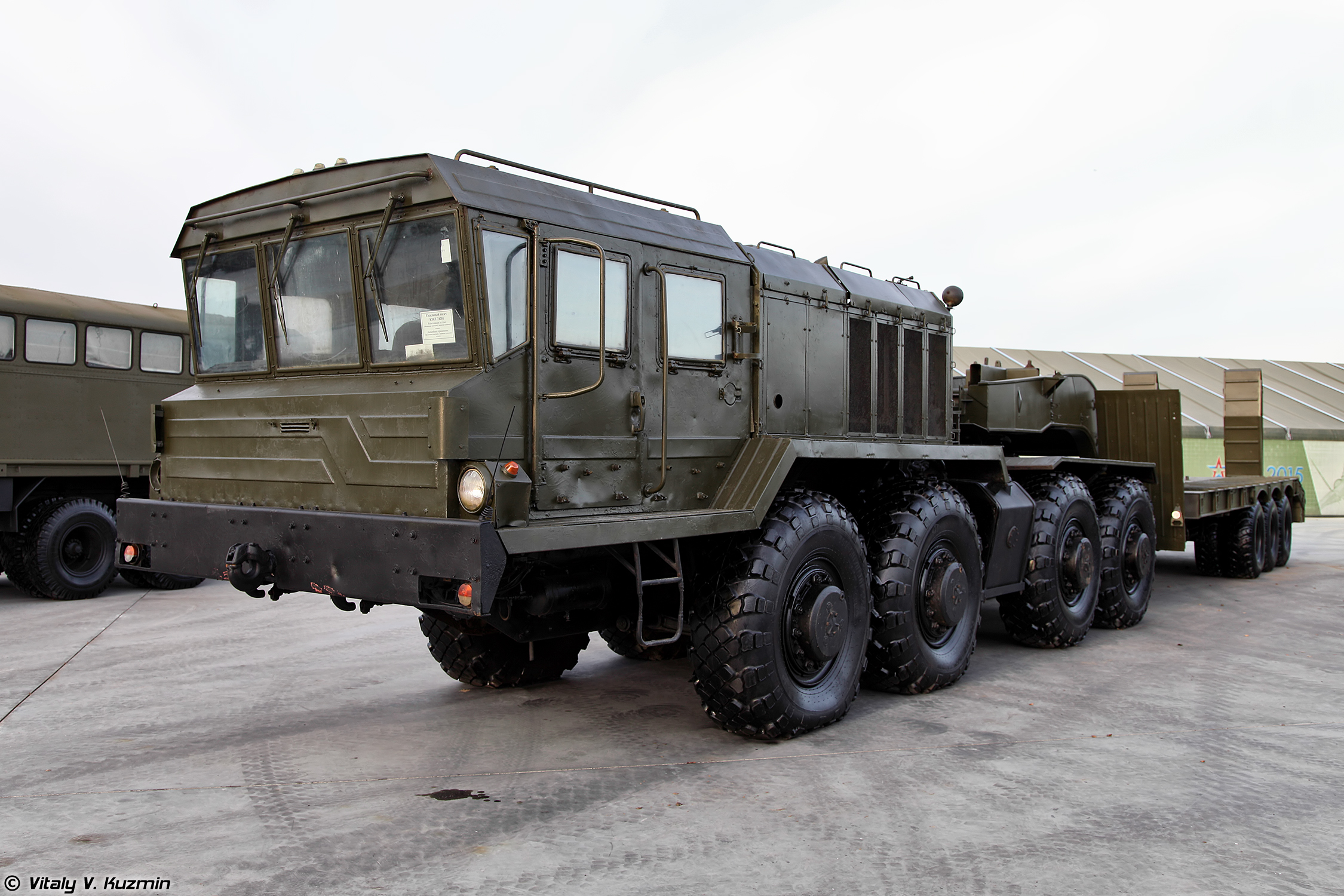
KZKT-7428 Russitsch mit Auflieger
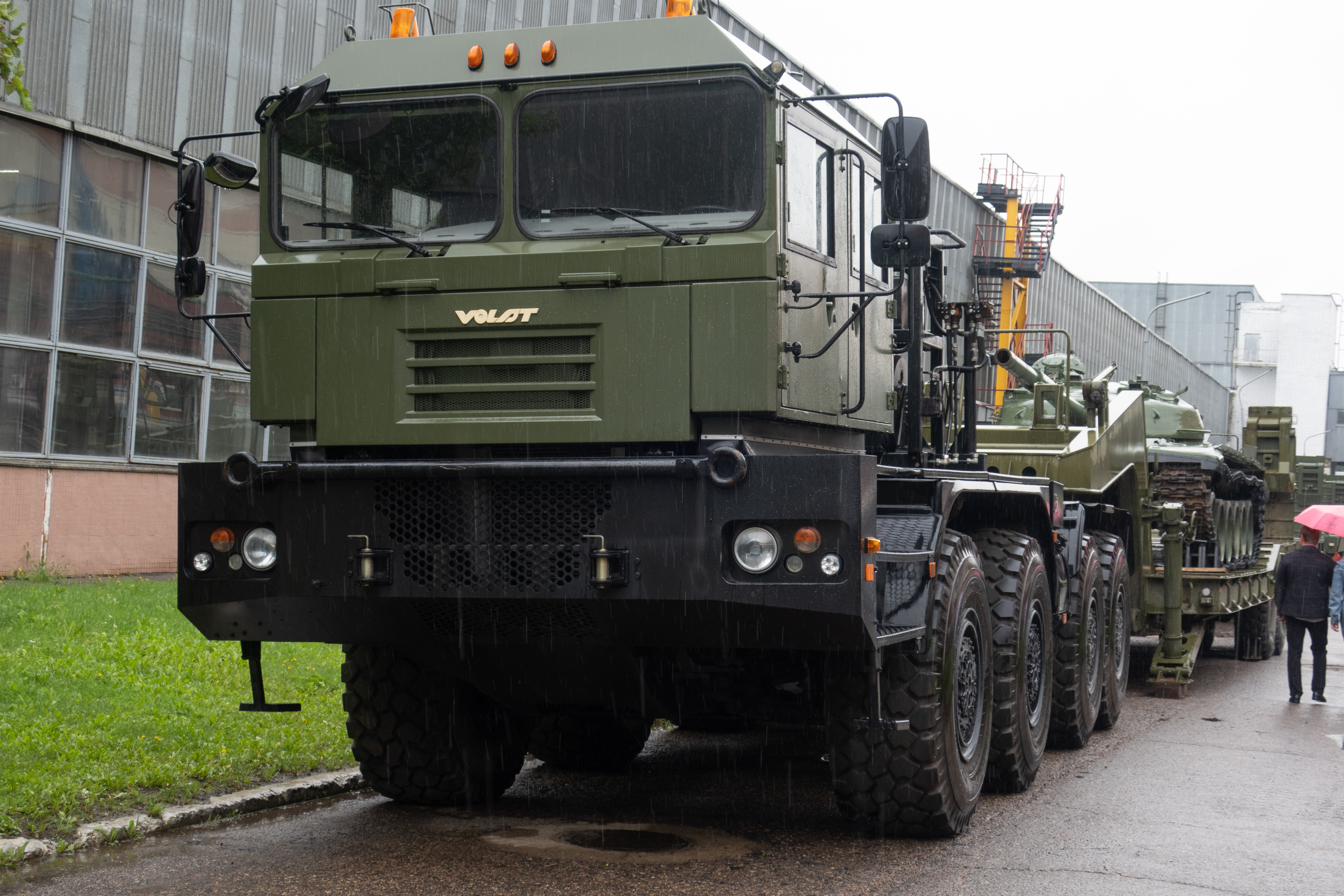
MZKT-742960

### Tschechoslowakei
Der Panzer LT vz. 35 konnte mit einem schweren 6x6-LKW Skoda 6VTP-6T transportiert werden, wobei ein Panzer auf der Ladefläche des LKW, ein weiterer auf einem vom LKW gezogenen Anhänger transportiert wurde.
Nach dem Zweiten Weltkrieg entwickelte die Firma Tatra verschiedene Allradschlepper (6×6 und 8×8) zum Transport schwerer Lasten, die dreiachsige Tiefladeanhänger vom Typ P32 (jede Achse vierfach bereift) mit einer Nutzlast von 40 Tonnen ziehen konnten. Panzertransporter-Varianten eines LKW-Typs werden mit dem Kürzel OT (=Obrnềný Transportér) gekennzeichnet.

### USA
Die ersten Versuche mit Panzertransportern startete die US-Army Ende der 1920er Jahre: In jeweils wenigen Exemplaren entstanden diverse 6×4-LKW, die von heereseigenen Werkstätten (Army Quatermaster Depot in Fort Holabird, Maryland) gebaut wurden und eine Tragfähigkeit von 8,5 Tonnen aufwiesen, sie liefen unter dem Kürzel TCSW (Tank Carrier, Six Wheel). Etwa gleichzeitig stellte Mack Trucks einen 10-Tonner mit etwa gleichen technischen Parametern und der Firmenbezeichnung AP vor. Insgesamt blieb es damals aber bei Prototypen und Versuchsstücken.
Frankreich bestellte 1939, nachdem es Deutschland den Krieg erklärt hatte, 300 12-Tonner-LKW White 920 mit 6×4-Antrieb zum Transport von Panzern auf der Ladefläche. Bevor diese jedoch geliefert werden konnten, war Frankreich von der Wehrmacht besetzt, und die Fahrzeuge gingen nach England.
Der meistgebaute Panzertransporter des Zweiten Weltkrieges war der Diamond T 980, von 1941 bis 1945 wurden insgesamt 5871 Stück unter der Army-Bezeichnung „Truck M20“ gebaut: Zugmaschinen mit 6×4-Fahrgestell, daran angehängt ein Tiefladeanhänger M19 mit 45 Tonnen Nutzlast der Firma Fruehauf: Damit konnten alle Panzer der Alliierten transportiert werden., von diesem Typ wurden etliche an Verbündete, vor allem Großbritannien und die Sowjetunion, geliefert. Ein leichterer Panzertransporter war der Federal 604, eine 6×4-Sattelzugmaschine mit angehängtem Sattelauflieger von bis zu 20 Tonnen Nutzlast. Von 1942 bis 1944 entstanden von diesem Fahrzeug 1443 Stück. Das Fahrzeug wurde in der US-Army nicht eingeführt, sondern nur an Verbündete, z. B. Großbritannien und Kanada, geliefert.

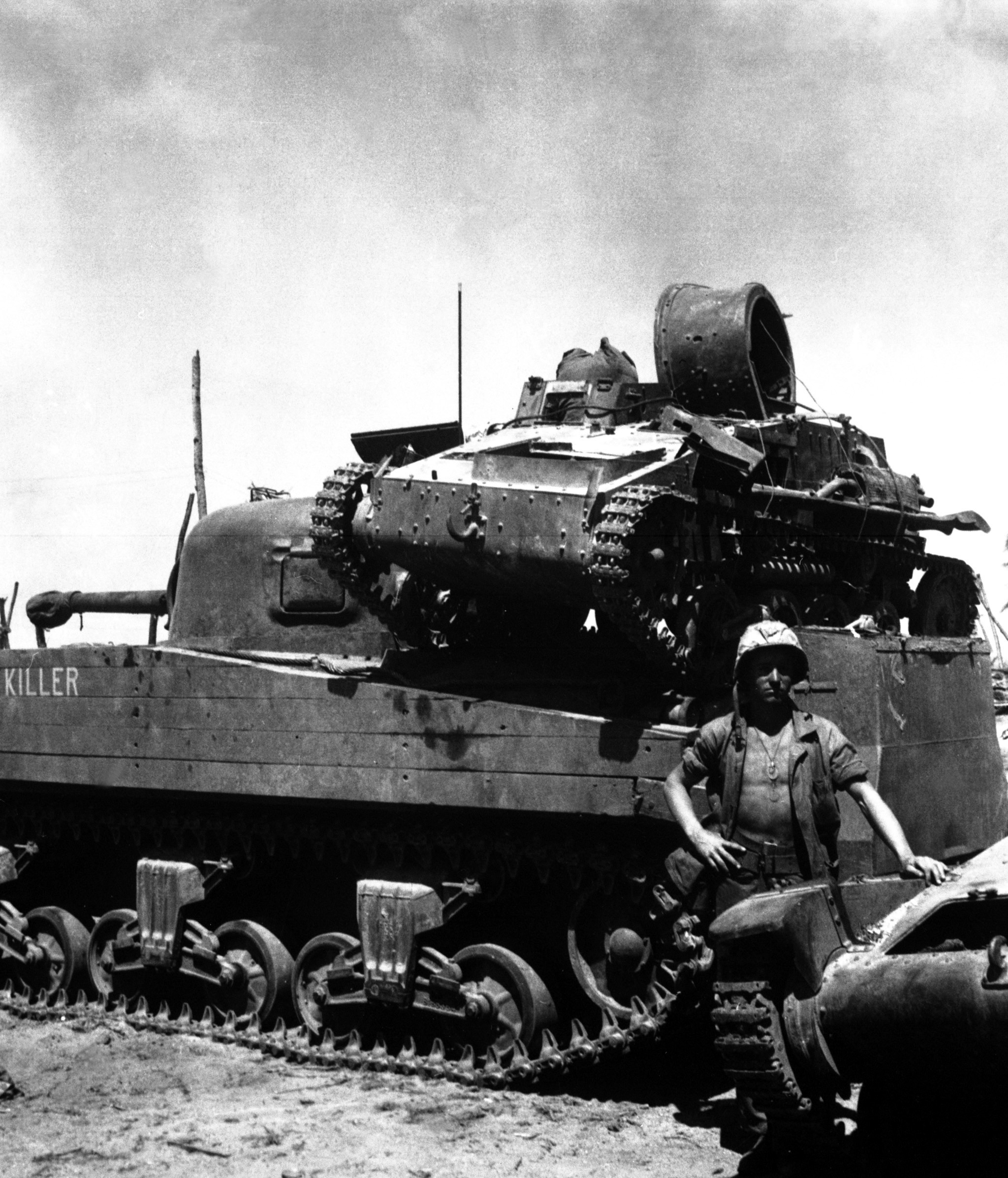

Speziell zum Bergen von beschädigten Panzern auf dem Gefechtsfeld war der M25 Tank Transporter entwickelt worden. Es handelte sich um eine allradgetriebene (6×6)-Sattelzugmaschine mit der Bezeichnung M26. Sie zog einen zweiachsigen Sattelanhänger der Firma Fruehauf mit 40 Tonnen Nutzlast (Typenbezeichnung M15), hatte im Heck zwei Winden mit je 27 Tonnen Zugkraft und an der Vorderseite eine weitere mit 17 Tonnen Zugkraft. Die Ausführung M26 hatte ein gepanzertes Fahrerhaus und ein MG zur Fliegerabwehr auf dem Dach, von 1943 bis 1944 wurden 743 Stück gebaut. Das Fahrerhaus des M26A1 war ungepanzert, von der ungepanzerten Version entstanden 1944 und 1945 zusammen 613 Stück. Das Fahrzeug war bis Mitte der 1960er Jahre in der US-Army in Gebrauch, bei einigen Verbündeten noch erheblich länger. Ausgemusterte Exemplare fanden ihren Weg zu zivilen Bergungsunternehmen.
Eine sicher in den Vorschriften nicht vorgesehene Art des „Panzertransportes“ zeigt das rechts stehende Bild: Man hat einen erbeuteten japanischen Kleinpanzer (Tankette) Typ 94 Te-Ke zum vorübergehenden Abtransport auf dem Heck eines Kampfpanzers M4 Sherman verlastet.
In der US-Army wurden ab Ende der 1950er Jahre die Panzertransporter der Kriegszeit durch 6×6-Sattelzugmaschinen des Typs Mack M123 abgelöst, als Sattelauflieger diente der jetzt auf 50 Tonnen Nutzlast verstärkte Fruehauf M15A2. Die Produktion des Mack M123 lief von Mitte der 1950er bis Ende der 1970er Jahre. Diese Sattelzugmaschine wurde ab 1978 allmählich durch den 8×6-Sattelschlepper Oshkosh M911 ersetzt, von dem 1200 Stück zum Transport des Kampfpanzers M1 Abrams bestellt wurden.
- Panzertransporter der US-Army

"Panzertransporter
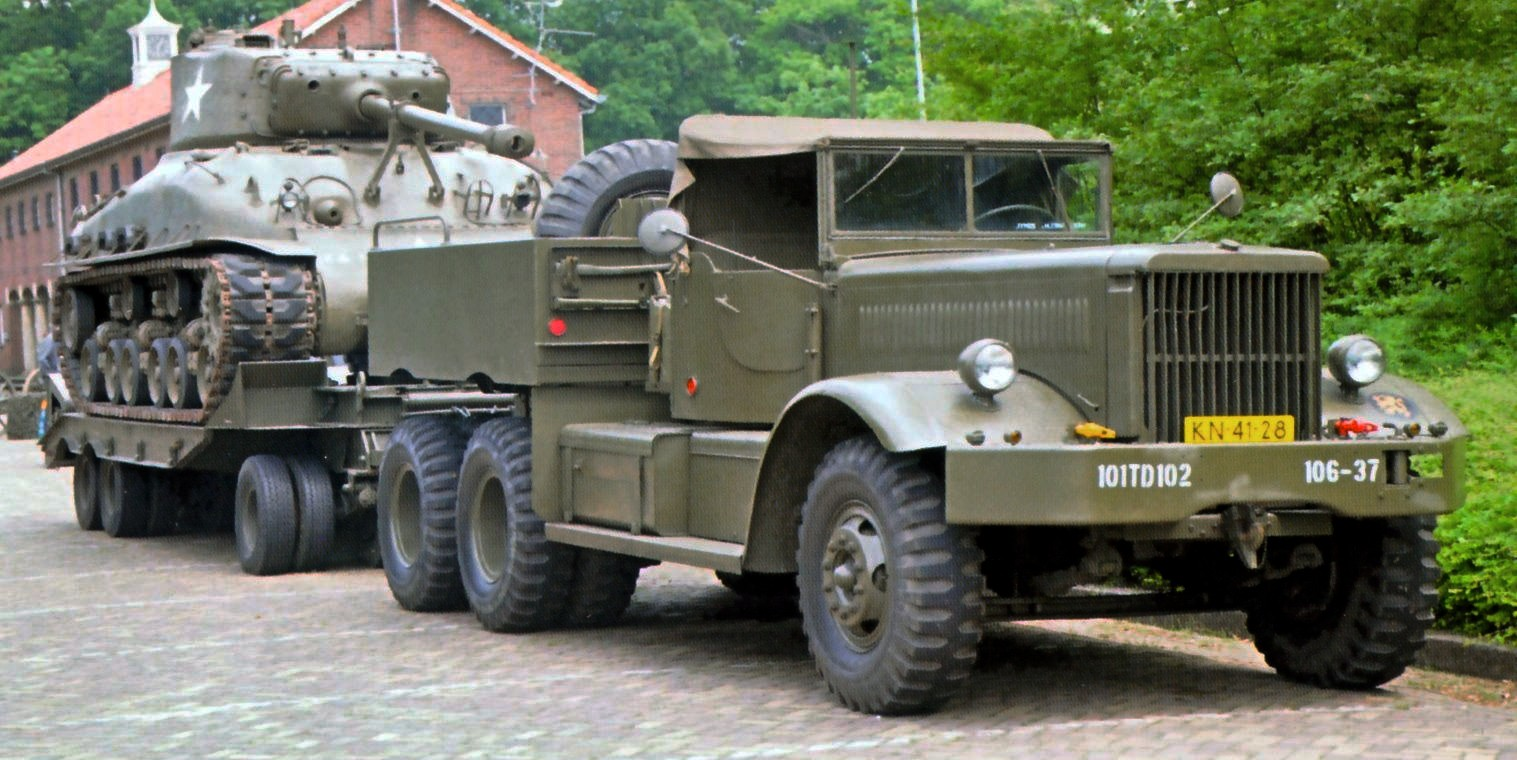
Diamond T M20 mit Panzer M4 Sherman
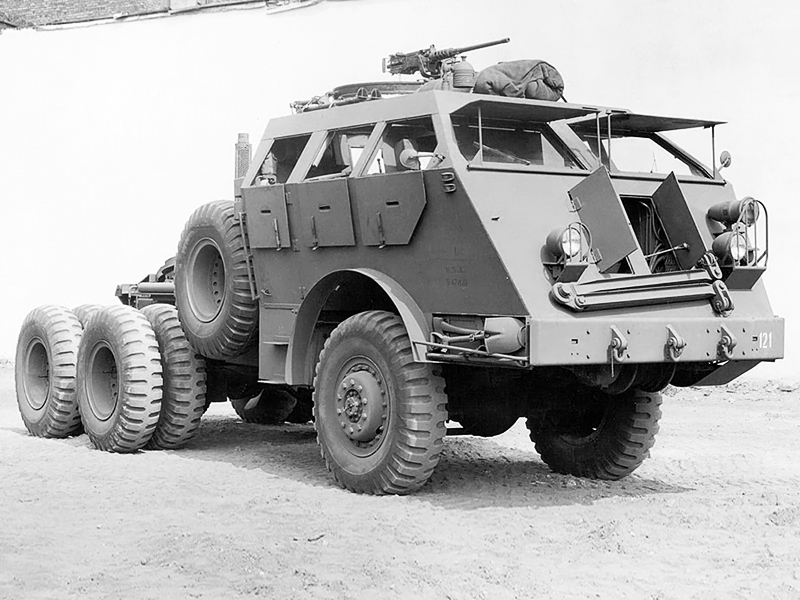
Pacific M26-Sattelzugmaschine
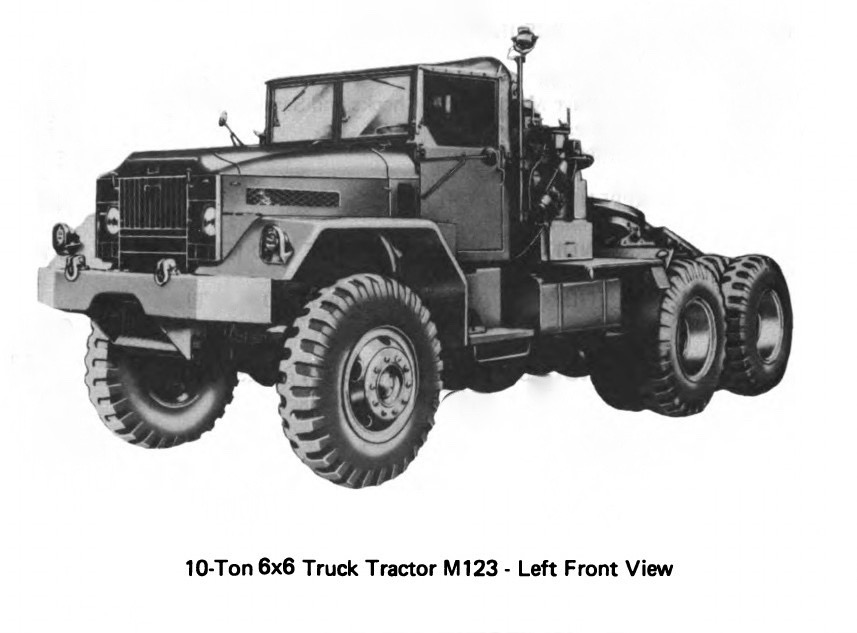
Mack M123-Sattelzugmaschine
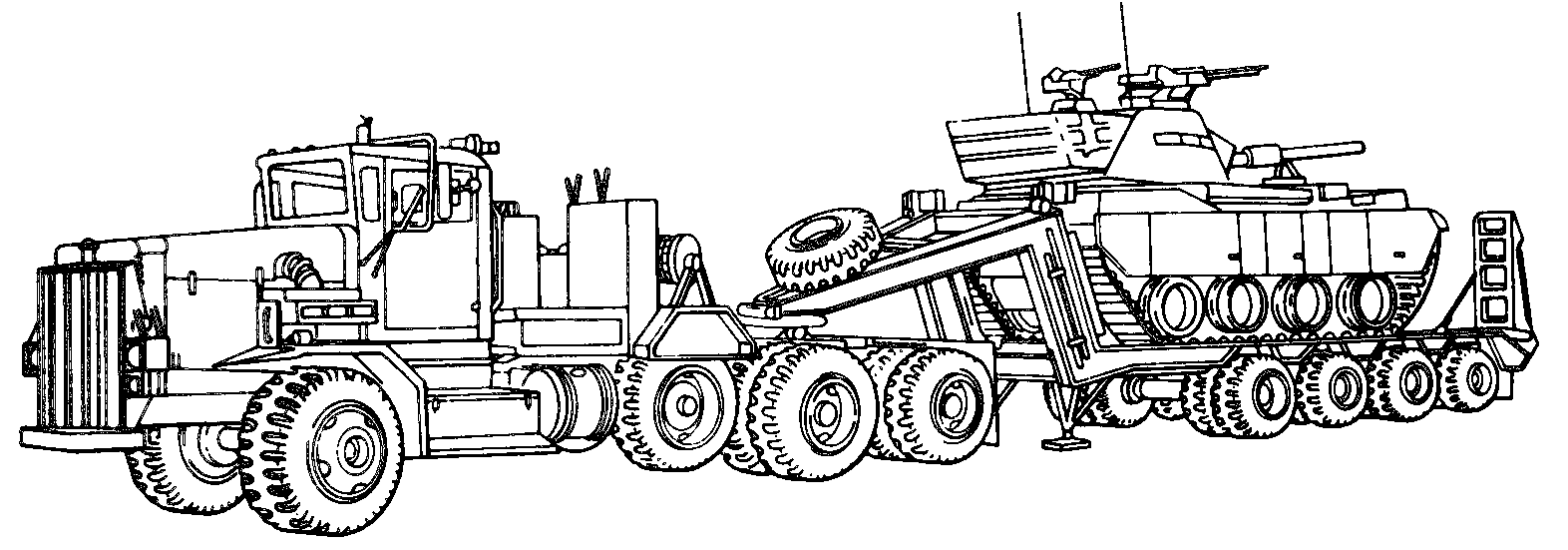
Oshkosh M911